# Ostraknall
Ostraknall is een plaats in de gemeente Eskilstuna in het landschap Södermanland en de provincie Södermanlands län in Zweden. De plaats heeft 86 inwoners (2005) en een oppervlakte van 41 hectare.